# Gatto di Kellas

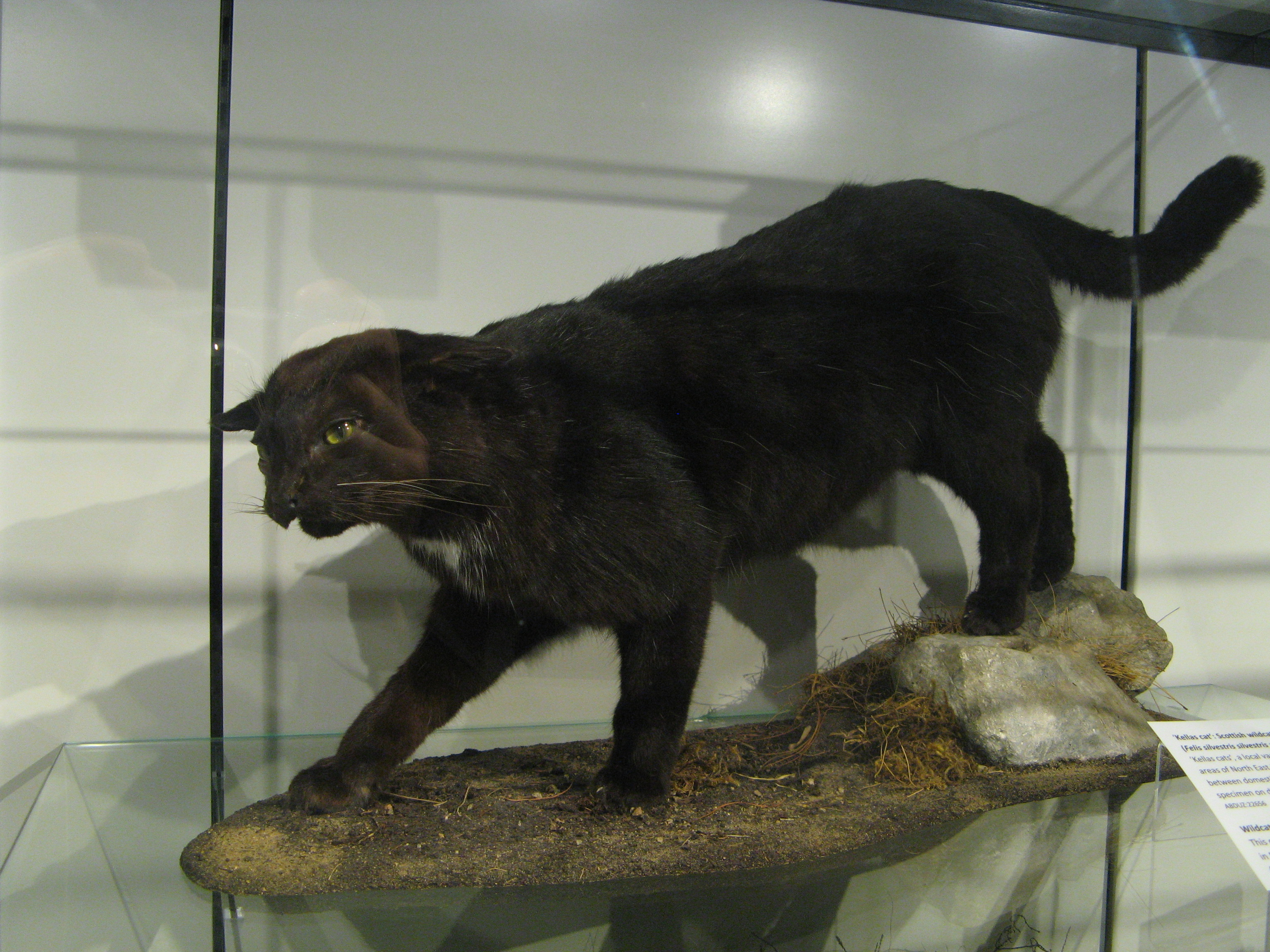
Gatto di Kellas al museo zoologico dell'Università di Aberdeen.

Il gatto di Kellas è un felide nero trovato in Scozia. Creduto a lungo un gatto selvatico mitologico, un esemplare venne ritrovato morto nel giugno 1984 da un guardacaccia di nome Ronnie Douglas. L'esemplare, un maschio adulto lungo 106 centimetri, venne inviato ad un tassidermista per essere imbalsamato, ma dei suoi resti si persero le tracce.
Nell'ottobre dello stesso anno si scoprì l'esistenza di un altro esemplare del felino che era stato ucciso nel 1983 mentre era intento ad attraversare il fiume Lossie presso il piccolo villaggio di Kellas. L'esemplare, di proprietà di Tomas Christie, venne esaminato dall'esperta di mammiferi Daphne Hills del British Museum e risultò essere un ibrido tra sottospecie selvatiche e domestiche di Felis silvestris.
Fu il criptozoologo Karl Shuker a dare come nome a questa razza di felini "i gatti di Kellas", in onore del villaggio di Kellas, dove venne avvistato per la prima volta. Shuker suggerì anche che il Cat Sìth della leggenda celtica è basato sulla memoria popolare dei gatti di Kellas.
Nell'aprile del 1985 un terzo esemplare fu abbattuto da un guardiacaccia presso Advie, mentre nel 1985 ne venne ucciso un altro in prossimità di Kellas.
Il gatto di Kellas viene descritto come lungo più di 65 cm, con potenti e lunghe zampe posteriori e la coda di circa 30 cm di lunghezza. Un esemplare imbalsamato di questo tipo di felino è conservato in un museo di Elgin.

Anche il museo di zoologia dell'Università di Aberdeen conserva la ricostruzione di un esemplare trovato nel 2002 nella zona di Insch dell'Aberdeenshire.